# ناحیه گرانت، شهرستان چبویگان، میشیگان
ناحیه گرانت (به انگلیسی: Grant Township) یک منطقهٔ مسکونی در ایالات متحده آمریکا است که در شهرستان چبویگان، میشیگان واقع شده‌است.
 ناحیه گرانت ۱۵۰٫۰ کیلومتر مربع مساحت و ۸۴۶ نفر جمعیت دارد و ۲۰۴ متر بالاتر از سطح دریا واقع شده‌است.